# 馬蒂亞·波利亞科夫
馬蒂亞·波利亞科夫爵士，Kt，CBE，CChem，FRS，FRSC，FIChemE（英語：Institution of Chemical Engineers，1947年12月16日—），英國化學家，專門研究如何運用化學開發更符合環保標準的物料和工序。他研究的主題主要包括超臨界流體、紅外光譜學和激光。他於諾定咸大學擔任研究教授。他的研究組由數名職員、博士後研究員、研究生和外國客座人員組成。除了在諾定咸大學進行研究，他亦是一個受歡迎的講師，教授他主要研究範圍綠色化學和數個其他單元。他亦是網上影片系列《元素週期影片》的代表人物。

## 外部連結
- 皇家學會個人資料 （页面存档备份，存于）
- 英國工程和自然科學研究委員會（英语：Engineering and Physical Sciences Research Council）供馬蒂亞·波利亞科夫的資助
- YouTube上的The Professor 〔Martyn Poliakoff〕 talks about the Periodic Table of Videos